# 第1飛行隊 (陸上自衛隊)
第1飛行隊（だいいちひこうたい 1st Aviation Unit）は、陸上自衛隊立川駐屯地（東京都立川市）に駐屯する第1師団隷下の航空科（ヘリコプター）部隊である。

## 概要
UH-1J多用途ヘリコプターを装備し、空中機動、偵察および航空輸送等の能力をもって第1師団の行動を支援する任務に当たる。また災害発生時には、第1師団が担任するすべての地域において航空機で速やかに被災地へ前進して被害状況を偵察するとともに、災害派遣を行う部隊の行動を航空機で支援する。

## 沿革
- 1962年（昭和37年）1月18日：第1管区隊第1航空隊（霞ヶ浦駐屯地）が第1飛行隊に改編され東部方面航空隊に編合。
- 1973年（昭和48年）5月3日：第1飛行隊が霞ヶ浦駐屯地から立川駐屯地へ移駐。
- 1994年（平成6年）3月28日：部隊改編。第1飛行隊を第1師団隷下に編入。

## 部隊編成
- 第1飛行隊本部
- 飛行班
- 整備班
- 通信班

## 整備支援部隊
東部方面航空野整備隊整備隊「東方航整-整」（立川駐屯地）：